# Jean-François Roussin
Pour les articles homonymes, voir Roussin.
Pour l’homme politique, voir Jean-François Roussin (homme politique).
Jean-François Roussin est un cartographe marseillais du XVIIe siècle.

## Biographie
Entre 1660 et 1673, il réalise des cartes et atlas à Venise ; il revint ensuite à Marseille pour les dernières années de sa vie active
Une de ses cartes marines manuscrites de la Méditerranée, datée de 1660, a été acquise pour enrichir les fonds de cartes de la bibliothèque de Marseille. 

De la Mer Méditerranée 1674
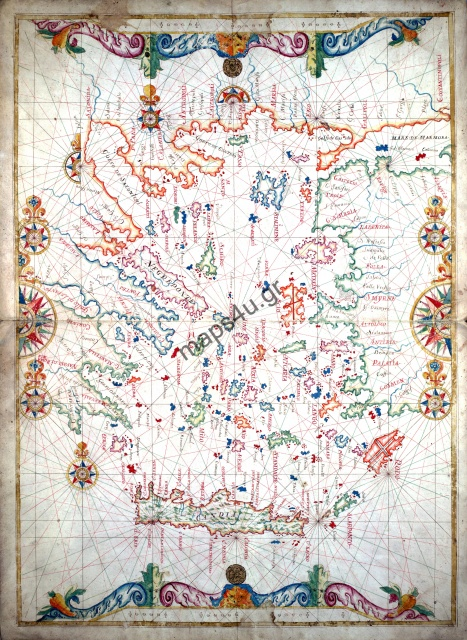
Venise 1661